# Ditte Kotzian
Ditte Kotzian, född 9 mars 1979 i Berlin, är en tysk före detta simhopperska som tillsammans med Heike Fischer tog brons vid  OS 2008 på 3 meter synchro. Hon har totalt deltagit i tre OS.

### Fotnoter
1. ↑  ”Ditte Kotzian Bio, Stats, and Results - Olympics at Sports.reference.com”. sportsreference.com. Sportsreference. Arkiverad från originalet den 16 december 2012. https://web.archive.org/web/20121216102250/http://www.sports-reference.com/olympics/athletes/ko/ditte-kotzian-1.html. Läst 2 november 2015.